# NGC 670
NGC 670 је лентикуларна галаксија у сазвежђу Троугао која се налази на NGC листи објеката дубоког неба.
Деклинација објекта је + 27° 53' 10" а ректасцензија 1h 47m 24,9s. Привидна величина (магнитуда) објекта NGC 670 износи 12,6 а фотографска магнитуда 13,6. NGC 670 је још познат и под ознакама UGC 1250, MCG 5-5-12, CGCG 503-24, KUG 0144+276, IRAS 01446+2738, PGC 6570.